# Kostel svatého Petra a Pavla (Nové Sedlo nad Bílinou)
Římskokatolický kostel svatého Petra a Pavla stával v zaniklé vesnici Nové Sedlo nad Bílinou v okrese Chomutov. Až do svého zániku býval farním kostelem v novosedelské farnosti.

## Historie
Románský kostel byl v Novém Sedle postaven nejspíše v letech 1230–1240. Jeho zakladatelem byl pravděpodobně některý příslušník rodu pánů ze Rvenic. První písemná zmínka o kostele je z roku 1352, kdy novosedelská farnost odváděla poplatek devět grošů papežského desátku.
V polovině šestnáctého století byl ke kostelu při renesanční přestavbě přistavěn nový presbytář. K výrazným přestavbám došlo v polovině šestnáctého století a v letech 1675–1701. Další úpravy proběhly v osmnáctém století, kdy byla k severní straně přistavěna kaple Panny Marie, a na počátku dvacátého století, ze kterého pocházela hranolová věž ve východním průčelí.
Poslední mše se v kostele konala roku 1965. Zbořen byl roku 1972 v důsledku rozšiřování těžby hnědého uhlí. Do té doby se z původního románského kostela dochovala pouze boční zeď s portálem. Portál byl před demolicí podrobně zdokumentován, rozebrán Františkem Radou a Miroslavem Zentnerem a odvezen do chomutovského muzea. Fragmenty portálu byly v první polovině devadesátých let dvacátého století nalezeny v kostele svaté Kateřiny a poté částečně sestaveny v muzejním lapidáriu.

## Stavební podoba

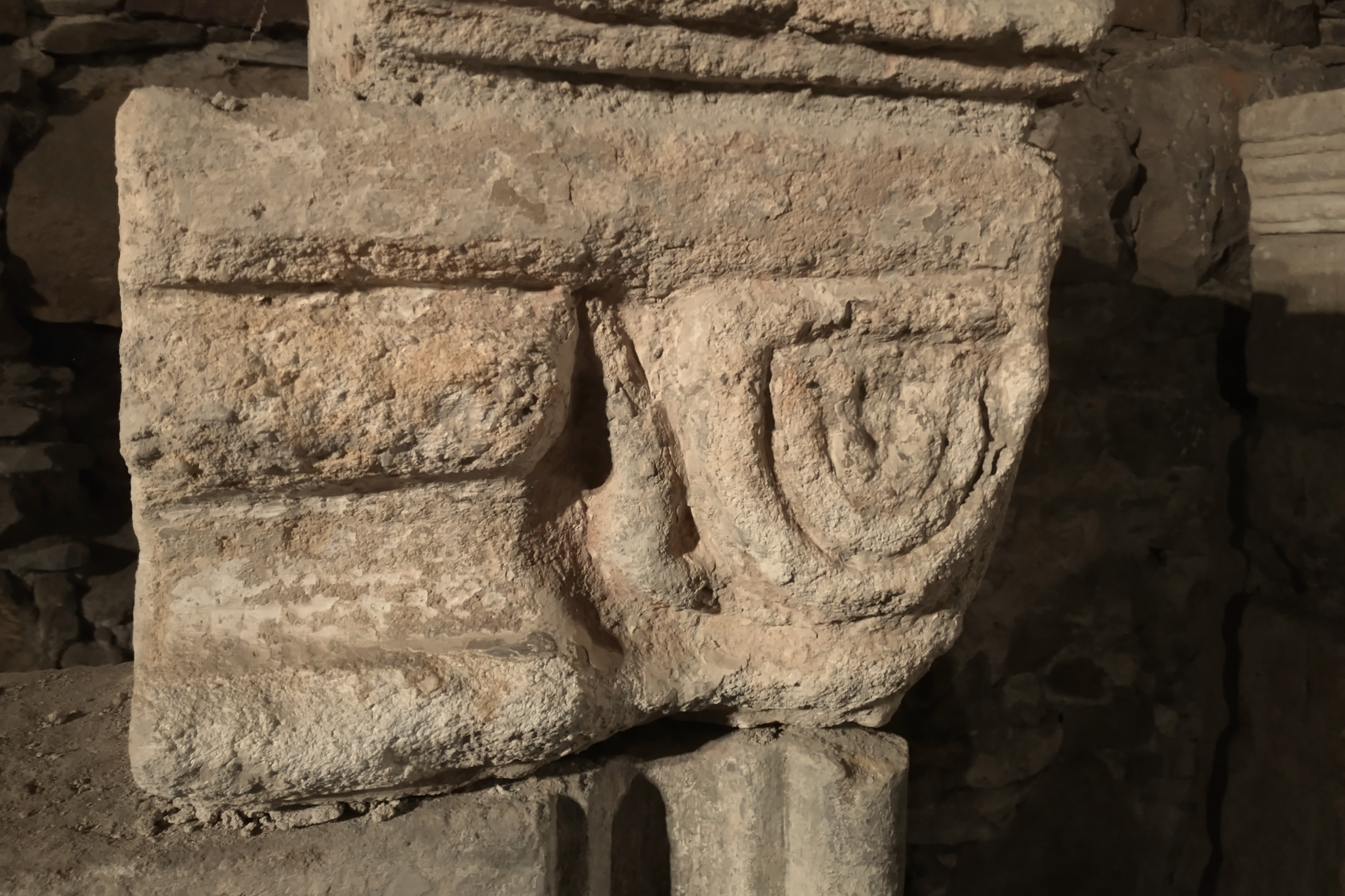
Detail reliéfu na vnější straně levé přední hlavice románského portálu

Loď románského kostela měla podle Antonína Hejny obdélníkový půdorys s vnějšími rozměry 13,5 × 11 metrů a ukončovala ji půlkruhová apsida. Na západní straně na loď pravděpodobně už v románské fázi navazovala předsíň s rozměry přibližně 7 × 4 metry a tloušťkou zdiva sedmdesát centimetrů. Při blíže neznámé gotické přestavbě byly vnější stěny apsidy upraveny do podoby trojbokého závěru. Podle archeologického výzkumu se úroveň terénu v době románské fáze nacházela o osmdesát až devadesát centimetrů níže než ve druhé polovině dvacátého století.
Také pozdější stavební fáze si uchovaly obdélníkový půdorys, ke kterému byl na západní straně přistavěn renesanční presbytář (překryl starší předsíň). V době baroka byl presbytář sklenut valenou klenbou s lunetami a k jeho severní straně připojena sakristie s oratoří. Z ostatních prostor byla stejným typem klenby zaklenutá oratoř a ostatní místnosti měly ploché stropy.
Z původní románské stavby se v jižní stěně lodi do dvacátého století dochoval půlkruhový ústupkový portál s polosloupky v krychlové hlavici z doby okolo roku 1230. Během barokních úprav byl portál zazděn a vedle něj prolomen čtverhranný vstup se segmentovou supraportou. V jižní stěně presbytáře se nacházel kamenný sanktuář z poloviny šestnáctého století.

## Zařízení
Hlavní oltář z roku 1722 tvořila monumentální architektura s točenými sloupy a sochami svatého Petra a svatého Pavla ve výklencích. Na oltářním obrazu byla namalována Madona s dítětem a anděly. Boční oltář zasvěcený Panně Marii měl akantový rám a obraz patronky namalovaný podle L. Cranacha. Uvnitř se nacházela socha Madony (1500–1510), krucifix snad od Ulricha Creutze z doby okolo roku 1520, barokní pískovcová křtitelnice s kuželovitou nohou, kamenný epitaf Kryštofa Tuxese z Killendalu s reliéfní postavou rytíře (1557), menší epitaf na vítězném oblouku, sousoší Kalvárie z poloviny osmnáctého století a řada dalších drobných uměleckých předmětů.